# Venezillo pseudoparvus
Venezillo pseudoparvus är en kräftdjursart som beskrevs av Franco Ferrara och Stefano Taiti 1985A. Venezillo pseudoparvus ingår i släktet Venezillo och familjen Armadillidae. Inga underarter finns listade i Catalogue of Life.